# Теорія цінності
Теорія цінності — філософське вчення про природу і спосіб буття цінності, цінності і оцінки, оцінки і пізнання.
Встановлює класифікацію цінностей, їх ієрархію. Встановлюють логічну сутність і специфіку оціночних суджень і деонтичних висловлювань.
Виникла в кінці 19 ст.
Базис — філософія Іммануїла Канта. У 60-х роках 19 ст. Г. Лотце висунув категорію цінності. Він же сформулював вихідні положення теорії цінностей.
Свою власну теорію цінності розробив австрійський філософ і психолог Алексіус Майнонг.

### Цінність та вартість в економічній теорії
В економічній теорії теорія цінності набула форму теорії вартості, тобто економічної (грошової) оцінки цінності. Сучасна економічна теорія розглядає суб'єктивну цінність й говорить про відсутність універсальної шкали цінностей (вартості).
В економічній науці склалася ситуація, за якої німецько слово Wert та англ. Value перекладалися як "вартість", так й як "цінність". Тому "цінність" та "вартість" можна вважати синонімами, якщо не існує додаткових авторських уточнень. 
Зокрема, при першому російському перекладі "Капіталу" К. Маркса 1872 р. (авторства російських економістів Г. Лопатіна та М. Даніельсона) було використано "вартість", а у працях українського економіста М. І. Зібера, який займався працями Д. Рікардо й К. Маркса, використовувася переклад "цінність", у т. ч. як переклад аналогічного до «Wert» англійського слова «Value». 
У другому перекладі "Капіталу" у 1898 році (Є. Гурвіч, Л. Зак) при наполяганні редактора видання П. Струве, перекладався вже як "цінність", цей перекладо було високо оцінено М. Туган-Барановським.